# Подосинки (посёлок, Дмитровский городской округ)
Подосинки — посёлок сельского типа в Дмитровском районе Московской области, в составе городского поселения Дмитров. Население — 1564 чел. (2010). До 2006 года посёлок входил в состав Кузяевского сельского округа.

## География

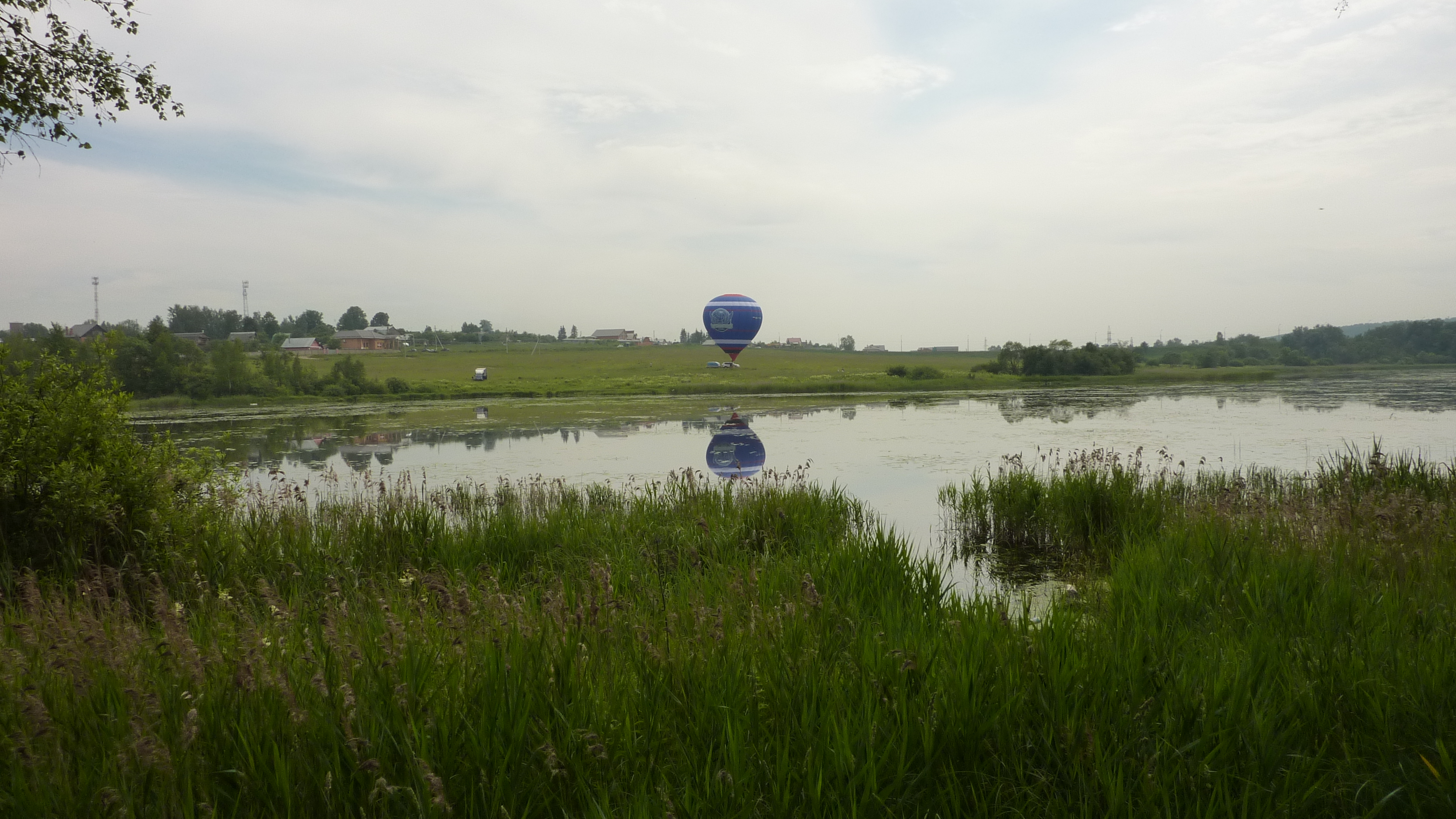
Возле посёлка

Посёлок расположен в южной части района, примерно в 12 км южнее Дмитрова, на левом берегу малой речки Скорогодайки, у её впадения в канал им. Москвы, высота центра над уровнем моря 173 м. 
Ближайшие населённые пункты — примыкающие на западе деревня Подосинки и на востоке — Дубровки. Через посёлок проходит автодорога А107 (Московское малое кольцо).

## История
В 1960 году в деревне Подосинки на базе нескольких колхозов был сформирован совхоз «Борец». Совхоз специализировался на выращивании картофеля и производстве молока. Усадьба совхоза разместилась между деревнями Подосинки и Дубровки и получила название посёлок Подосинки.
В 1964—1966 годах и в начале 1970-х строительство многоквартирных домов для работников совхоза со всей инфраструктурой. Также были построены: отделение почты, клуб, библиотека, столовая и магазин.
В августе 1981 года открытие новой деревни Новые Подосинки. В 1984 году жителей в новой деревни стало больше 200 человек. В 2003 году объединение с деревней Подосинки в качестве улицы Новые Подосинки.
21 октября 2006 года открылась новая школа на 500 мест.

## Инфраструктура
В посёлке имеются фельдшерско-акушерский пункт, детский сад № 44, средняя общеобразовательная школа, сельский дом культуры, библиотека, отделение почты, отделение Сбербанка.

## Уроженцы
- Рудельсон, Клавдия Ивановна (1919—2000) — советский и российский историк-архивист, профессор, доктор исторических наук.

## Население
| 2002 | 2006  | 2010  |
| ---- | ----- | ----- |
| 1548 | ↘1412 | ↗1564 |